# شهرک چیتگر شمالی

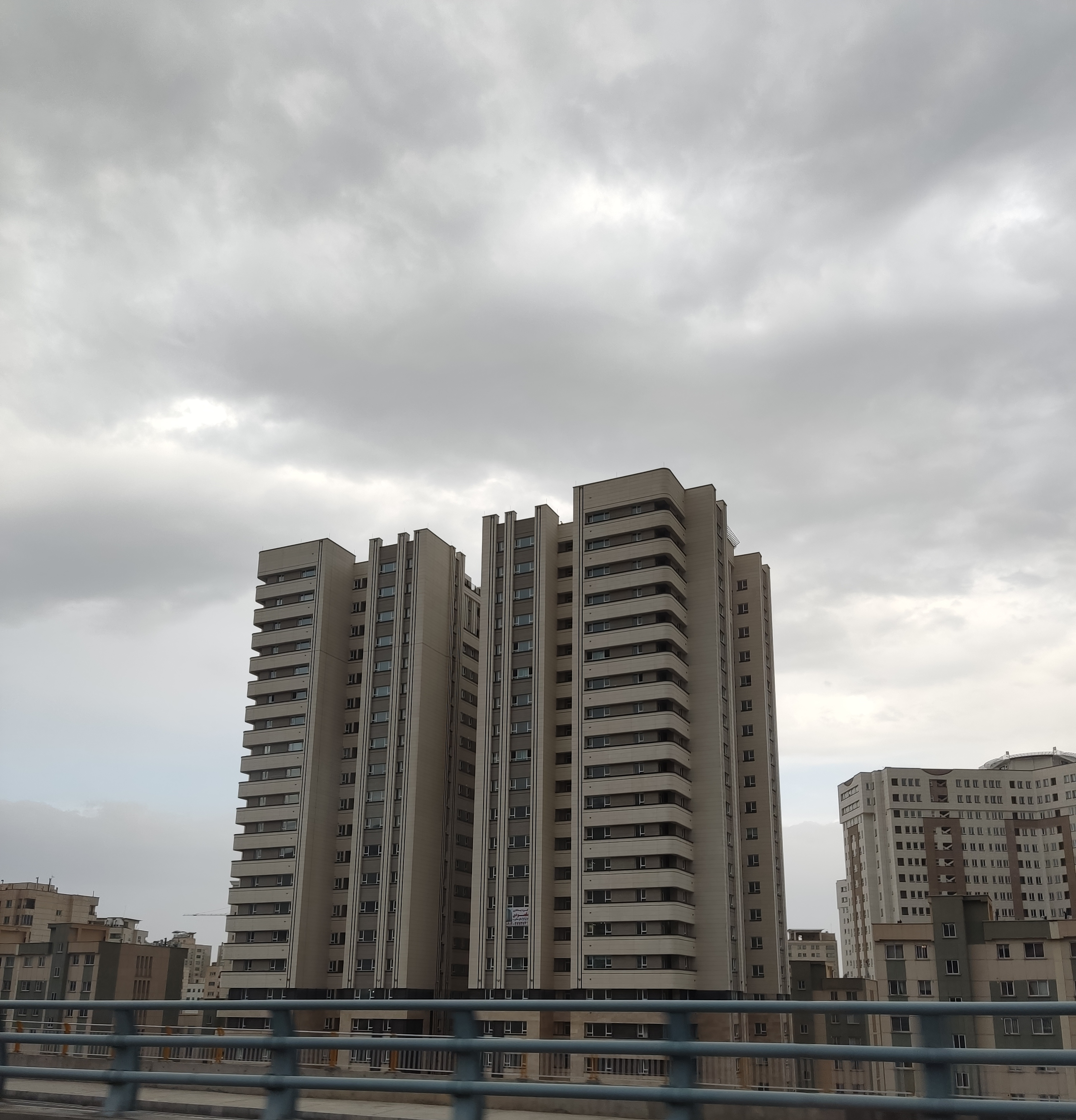
شهرک چیتگر

شهرک چیتگر شمالی از شهرک‌های منطقه ۲۱ شهر تهران است.
این شهرک در کیلومتر ۱۵ بزرگراه شهید لشکری واقع شده است. از شمال به اتوبان تهران کرج و از جنوب به بزرگراه شهید لشکری از شرق به کارخانه سایپا دیزل و از غرب به شهرک کارمندان شهرداری منتهی می‌شود.
این شهرک دارای چندین بوستان ازجمله بوستان مادر، بوستان یاس و پارک جنگلی چیتگر می‌باشد.